# Selenophoma moravica
Selenophoma moravica är en svampart som beskrevs av Petr. 1921. Selenophoma moravica ingår i släktet Selenophoma och familjen Dothioraceae.   Inga underarter finns listade i Catalogue of Life.